# Pala di Asolo
La Pala di Asolo è un dipinto a olio su tavola (175x162 cm) di Lorenzo Lotto, datato al 1506 e conservato nel Duomo di Asolo. L'opera è firmata "Laurent[ius] Lotus / Junio(.) M.D.VI", sul cartiglio in basso al centro.

## Storia
L'opera è riferibile alla fine del periodo trevigiano dell'artista. A lungo venne conservata nell'oratorio di Santa Caterina ad Asolo, ma si ipotizza che fosse stata dipinta originariamente per una cappella minore del duomo asolano, quella officiata dalla confraternita dei Battuti.
La lettura dell'iscrizione ha dato origine a qualche incertezza nella parola "Junio" (giugno), dove alcuni leggono invece "Junior" (il giovane). 

## Descrizione
La tavola presenta l'iconografia dell'Assunzione della Vergine, con la statuaria Maria, raffigurata in età anziana, che entro una mandorla di luce è trasportata verso l'alto da quattro angioletti. La presenza dei due santi ai lati, Antonio Abate e Ludovico di Tolosa, presi dalla visione estatica, fa assumere però al soggetto una connotazione più da "apparizione" che da assunzione, essendo anche assenti gli apostoli, previsti nell'episodio evangelico. Il taglio della parte superiore della mandorla però accentua dopotutto un movimento ascensionale, espediente già usato, ad esempio, dal Perugino. 
I due santi sono entrambi collegati alle attività dei Battuti, che gestivano un ospedale per la cura dei malati e degli indigenti: Antonio era infatti invocato normalmente per la cura delle malattie, mentre Ludovico era additato come esempio di rinuncia agli onori mondani (egli era infatti erede al trono di Francia) per la cura dei bisognosi. 
Tra le venti e oltre specie vegetali rappresentate nella tavola si è letto, per via simbolica, un richiamo al mistero dell'Immacolata concezione. Si è anche ipotizzato che il volto di Maria ritragga Caterina Cornaro, la regina spodestata di Cipro e Gerusalemme che proprio ad Asolo, in quegli anni, teneva una vivace corte di artisti e letterati. Se fosse vero il paragone con Maria, simbolo per eccellenza di castità, sarebbe anche da ipotizzare che fosse stata lei a commissionare la pala o qualcuno che desiderava omaggiarla.
Interessante è il paesaggio della predella che potrebbe rappresentare Feltre. Più precisamente su un rialzo a sinistra apparirebbe il Santuario dei Santi Martiri Vittore e Corona con il campanile e la chiesa , in mezzo un sistema di ponti necessario per varcare i torrenti (Sonna, Colmeda , Uniera) ai piedi della cittadella. A destra la città murata e turrita sul colle coronata dal castello è Feltre come appariva fino al 1510 anno della sua distruzione durante la guerra cambraica.

## Stile
L'ambientazione della scena è un ampio paesaggio che, tra le quinte di una rupe e alberelli, spazia in lontananza con un orizzonte molto basso, rendendo i protagonisti estremamente monumentali. La tavolozza è brillante, con un uso della luce incidente, soprattutto su Maria, che crea campiture profonde e taglienti nel panneggio.